# Meliphagoidea
Meliphagoidea — надродина горобцеподібних птахів з інфраряду Corvida. Містить понад 290 видів з 5 родин. Поширені в Австрало-Тихоокеанському регіоні.

## Систематика
- Родина Медолюбові (Meliphagidae) — 190 видів
- Родина Щетинкодзьобові (Dasyornithidae) — 3 види
- Родина Шиподзьобові (Acanthizidae) — 66 видів
- Родина Діамантницеві (Pardalotidae) — 4 види
- Родина Малюрові (Maluridae) — 29 видів